# Liste der Monuments historiques in Fouchécourt (Vosges)
Die Liste der Monuments historiques in Fouchécourt führt die Monuments historiques in der französischen Gemeinde Fouchécourt auf.

## Liste der Objekte
| Bezeichnung                                               | Beschreibung                                                                                              | Standort                        | Kennzeichnung | Schutzstatus | Datum | Bild |
| --------------------------------------------------------- | --- | ------------------------------- | ------------- | ------------ | ----- | ---- |
| Taufbecken                                                | Stein, 1616                                                                                               | in der Kirche St-Valbert (Lage) | PM88000366    | Classé       | 1967  |      |
| Hauptaltar                                                | Altartisch, zwei Tabernakel, Retabel und drei Skulpturen; Holz, vergoldet, 18. Jahrhundert                | in der Kirche St-Valbert (Lage) | PM88000361    | Classé       | 1967  |      |
| Zwei Weihwasserbecken                                     | Stein, 17. Jahrhundert                                                                                    | in der Kirche St-Valbert (Lage) | PM88000365    | Classé       | 1967  |      |
| Zwei Skulpturen: Heiliger Waldebert und heiliger Claudius | Holz, farbig gefasst, 18. Jahrhundert                                                                     | in der Kirche St-Valbert (Lage) | PM88000362    | Classé       | 1967  |      |
| Unbefleckte-Empfängnis-Altar                              | linker Seitenaltar; Altartisch, Retabel und Skulptur; Holz, farbig gefasst und vergoldet, 18. Jahrhundert | in der Kirche St-Valbert (Lage) | PM88000363    | Classé       | 1967  |      |
| Nikolaus-Altar                                            | Retabel und Skulptur; Holz, farbig gefasst und vergoldet, 18. Jahrhundert                                 | in der Kirche St-Valbert (Lage) | PM88000364    | Classé       | 1967  |      |